# Heliconius flavopunctatus
Heliconius flavopunctatus är en fjärilsart som beskrevs av Anton Heinrich Fassl 1912. Heliconius flavopunctatus ingår i släktet Heliconius och familjen praktfjärilar. Inga underarter finns listade i Catalogue of Life.